# 矢田部吉彦
矢田部 吉彦（やたべ よしひこ、1966年 - ）は、日本の映画祭プログラマー、映画パーソナリティ、司会者、映画プロデューサー。

## 人物・来歴
- 1966年フランス生まれ。
- 1972年～77年をスイスのジュネーヴとオーストリアのウィーンで過ごす。
- 暁星中学校・高等学校、早稲田大学政治経済学部政治学科卒業。
- INSEAD にてMBA取得。
- 銀行勤務、英仏駐在・留学を経て映画業界へ転職。
- 映画配給・宣伝を手がける一方、ドキュメンタリー映画のプロデュース、フランス映画祭の運営などに携る。
- 2002年から東京国際映画祭にスタッフとして参加[1]。その後、上映作品の選定を行う作品部の統括を担当。同時に「日本映画・ある視点」（第17～25回）、「日本映画スプラッシュ」（第26回～）部門のプログラミング・ディレクターも務める。
- 2007年より東京国際映画祭コンペティションのディレクターに就任[2]。
- 2016年から毎日映画コンクールの作品部門 選考委員を務める。
- 父はEC日本政府代表部特命全権大使の矢田部厚彦。父方の祖父は駐タイ特命全権公使の矢田部保吉。母方の祖父は農商務官僚で参議院議員の梶原茂嘉。矢田部和彦（パリ第7大学助教授）は兄。

## 映画祭・映画賞での活動
- 東京国際映画祭

(第15回2002年～ スタッフ)
(第17回2004年～ 作品部の統括を担当。日本映画・ある視点部門（第26回に日本映画スプラッシュ部門に変更）プログラミング・ディレクター)
(第20回2007年～ コンペティション部門プログラミング・ディレクターを兼任
(第33回2020年　 シニアプログラマー、作品選定コミッティーメンバー)
- フランス映画祭　スタッフ
- 毎日映画コンクール(第70回 2016年～ 作品部門 選考委員)
- 文化庁芸術選奨選考審査員
- Karlovy Vary Film Festival（"East of the West"部門 2016年 審査員）
- ASIA PACIFIC SCREEN AWARDS(2017年 国際審査員)
- Sydney Film Festival （2018年 コンペティション審査員）
- SOUTHEAST ASIA FICTION FILM LAB(SEAFICxPAS Mentor)
- Bosphorus Film Festival（2021年 国際長編コンペティション審査員）
- 京都国際学生映画祭（第24回 2022年 コンペティション審査員)

## プロデュース作品
- 阿賀の記憶(2005年 監督:佐藤真)
- チョコラ(2009年 監督:小林茂)
- 風の波紋(2015年 監督:小林茂)

## 出演作品
- モデル 雅子 を追う旅(2019年 監督:大岡大介)

## 出演番組
- アフター6ジャンクション(TBSラジオ)
- ザ・プライムショー#WOWOWぷらすと(WOWOW)
- WOWOW マンスリー・シネマセッション「踊る大捜査線 THE MOVIE」(WOWOW)
- 山田孝之のカンヌ映画祭 (2017年 山下敦弘、松江哲明)
- 映画「ベイビー・ブローカー」ってこんなに楽しい！！ 公開記念トークSP！！ (2022年 フジテレビ)

## 連載
- あしたメディア by BIGLOBE
- 矢田部吉彦 BLOG｜cinemacafe.net
- 映画大好き！（朝日新聞）

## 執筆
- 観ずに死ねるか ! 傑作ドキュメンタリー88｜ 鉄人社 (2013/3/29)
- 書評『そして映画館はつづく　あの劇場で見た映画はなぜ忘れられないのだろう』

## その他
- アート作品だけでなく、プログラムピクチャー、ジャンル映画も同様に楽しむ側面もある。
- 映画Ｔシャツコレクションが趣味で、東京国際映画祭情報配信番組TIFF Studioでは、毎回別のシャツを披露していた。
- 2014年かねてから立川談修のもとで稽古を重ねていた「道灌」で落語家デビューを飾る。芸名はおさむ家吉吉。
- 高校時代は競技スキーに打ち込んでいた。
- トライアスロンも何度か大会に参加実績がある。
- かくし芸でウクレレを披露することも。